# トマソン
超芸術トマソン（ちょうげいじゅつトマソン）とは、赤瀬川原平らの提唱による芸術学上の概念。不動産に付属し、まるで展示するかのように美しく保存されている無用の長物。存在がまるで芸術のようでありながら、その役にたたなさ・非実用において芸術よりももっと芸術らしい物を「超芸術」と呼び、その中でも不動産に属するものをトマソンと呼ぶ。その中には、かつては役に立っていたものもあるし、そもそも作った意図が分からないものもある。
超芸術を超芸術だと思って作る者（作家）はなく、ただ鑑賞する者だけが存在する。

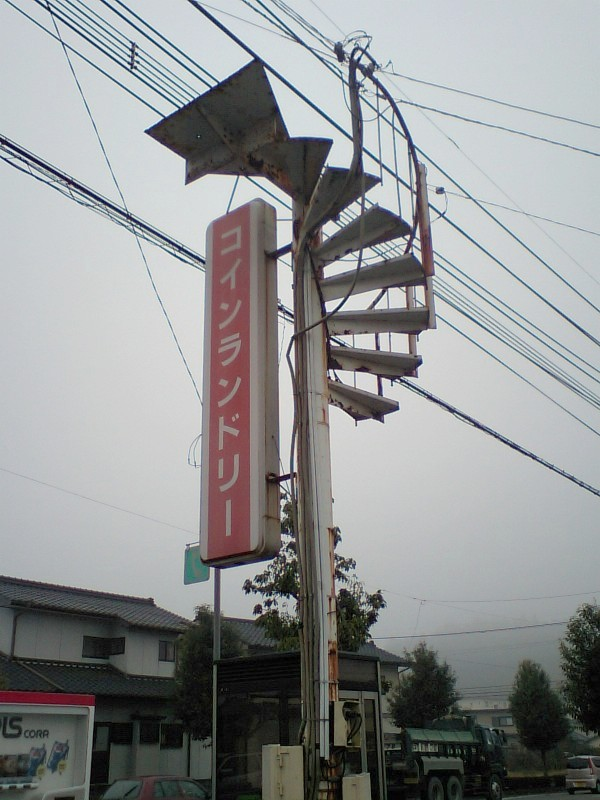
トマソン（階段だけが残された電柱）の例

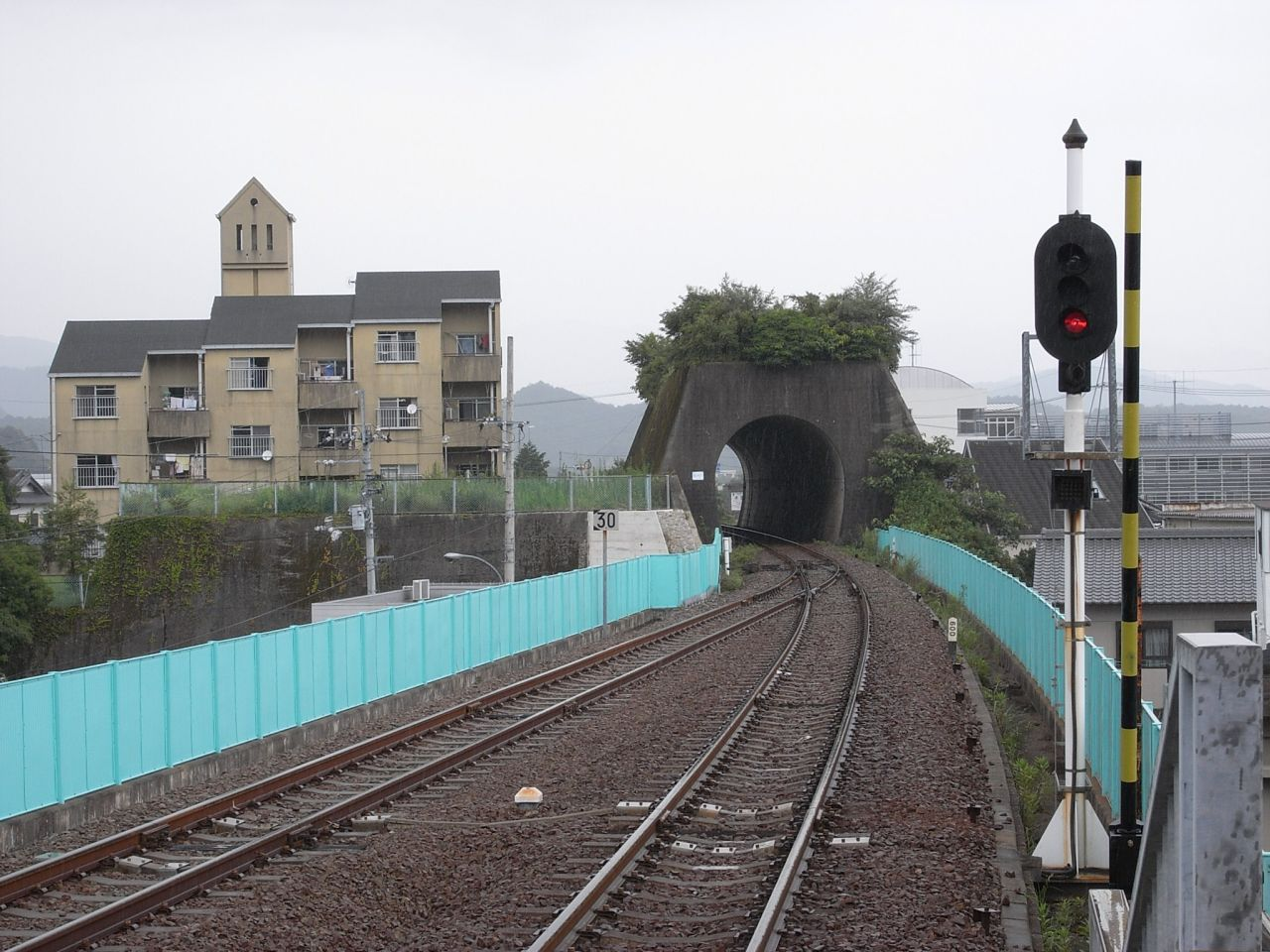
トマソン（純粋トンネル）の例
（徳島県・海部駅付近）

## トマソンの語源
語源は、プロ野球・読売ジャイアンツに2シーズン在籍したゲーリー・トマソン。
引退した王貞治の代役として巨人軍に加入した元メジャーリーガーのトマソンは、移籍後1年目はそこそこの活躍を見せたものの2年目は不振に陥っていた。にもかかわらず、巨人軍の4番打者として起用し続けられた。あたかも空振りを見せるために4番に据えられ続けているかのようなその姿が、ちょうど「不動産に付着して（芸術のように）美しく保存された無用の長物」という概念を指し示すのにぴったりだったため、名称として採用された。

## 超芸術トマソンの提唱と命名
1972年、赤瀬川原平、南伸坊、松田哲夫が、東京・四谷（新宿区四谷本塩町）の旅館・祥平館脇の道を歩いているときに、上り下りする形態と機能はありながら、上った先には出入り口が無く、降りてくるしかない立派な階段を発見した。しかもその手すりには補修の跡があり、大事に保存されていることがうかがわれた。
翌年、赤瀬川原平が、西武池袋線江古田駅でベニヤ板で塞いである使われなくなった出札口（切符売り場の窓口）に気付いた。そのベニヤ板は、長年の銭の出し入れでくぼんだ石の表面にあわせて必要以上に律儀に、微妙な曲線に切断されていた。
また、南伸坊が、お茶の水の三楽病院で、きわめて堂々とした造りでありながら、出入り口だけがきっちりとセメントでふさがれた通用門を発見し報告をした。
こうした物件は「四谷の純粋階段」「江古田の無用窓口」「お茶の水の無用門」と名付けられ、共通する概念として浮上した「超芸術」＝《芸術のように実社会にまるで役に立たないのに芸術のように大事に保存されあたかも美しく展示・呈示されているかのようなたたずまいを持っている、それでありながら作品と思って造った者すらいない点で芸術よりも芸術らしい存在》の例として認識された。
「超芸術」の中でも不動産に付着するものをひと言で言い表す愛称、通称､のようなもの､固有名詞として、「トマソン」という名前が与えられた。当時、赤瀬川が講師をしていた美学校「考現学教室」の生徒の議論の中でこの名前が決まった。なお、トマソン選手の三振の記録は132（当時プロ野球歴代4位）で、途中で退団した1982年にはそれを上回るペースだった。
この概念が赤瀬川の連載のあった白夜書房の雑誌『写真時代』で1982年に発表され、「考現学教室」の生徒たちの「探査」活動や赤瀬川自身の採集による「物件」の写真が赤瀬川の筆で発表され読者からの物件の報告を誌上で発表解説するというかたちがとられると一つのブームとなり一挙に「トマソン」の概念が広まった。『写真時代』の連載は途中で白夜書房刊の単行本『超芸術トマソン』にまとめられた。この単行本は連載途中までの掲載で、のちに筑摩文庫から文庫版で出る時に全てが収められた。なお赤瀬川の連載は同じく末井昭編集長の雑誌「ウィークエンドスーパー」の連載「自宅でできるルポルタージュ」が雑誌名変更とともにいつのまにか「超芸術トマソン」に代わったものである。

## 影響
1983年にトマソン観測センターによる「悶える町並み」という展覧会が新宿のギャラリー612で開かれ、赤瀬川原平の絵画や物件の写真が展示された。
その後出版社東京堂後援による東京での「トマソンバスツアー」や赤瀬川原平によるレクチャーが所々で開かれ、またNHKや11PMなどのTV番組で取り上げられ、単行本「超芸術トマソン」が出版されひとつのブームのピークを迎えた。
しかし当の赤瀬川やその生徒によるトマソン観測センターは、ブームの盛り上がりによってかえって疲弊してしまい、次第に活動は下火となっていった。
そのころ藤森照信らの建築探偵（古い市井の建物の観察・分析・コレクション）、林丈二のマンホールその他路上のもろもろの蒐集、南伸坊のハリガミ採集分析、一木努の建築破片収集などの路上にまつわるコレクションの活動とブッキングされて、筑摩書房から『路上観察学入門』が出版され、それに合わせて1986年、学士会館で路上観察学会の発足式と称したイベントが開催され、記者会見などを行なった。企画したのは筑摩書房の編集者松田哲夫である。
1996年12月4日、パソコン用ソフト『超芸術トマソンの冒険』がジャストシステムから発売。これは同社と筑摩書房の提携によるもので、赤瀬川原平・南伸坊・松田哲夫の3人が出演する約45分の撮り下ろし動画、架空の町・苫の台（旗の台がモデル）のトマソンを探索するモードなどを収録。
2012年にはトマソン観測センターがFacebookを開設、インターネットで物件の報告を受け付けたり、報告された物件をシェアするという形で広く紹介したり、また専用の報告用紙をネットでダウンロードできるようにしたりと、インターネットと融合した新たな動きを始めている。また物件報告会も年に2回程度開催されている。

## トマソンの分類

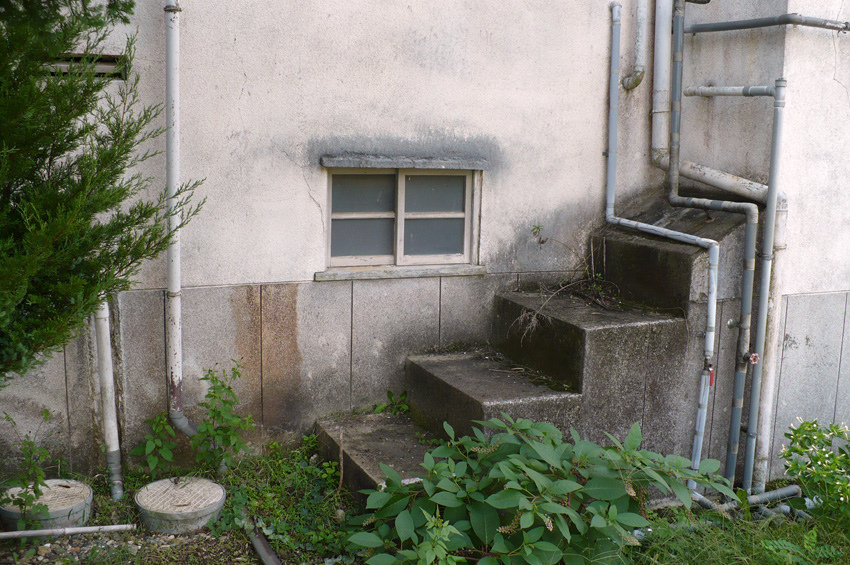
無用階段の例

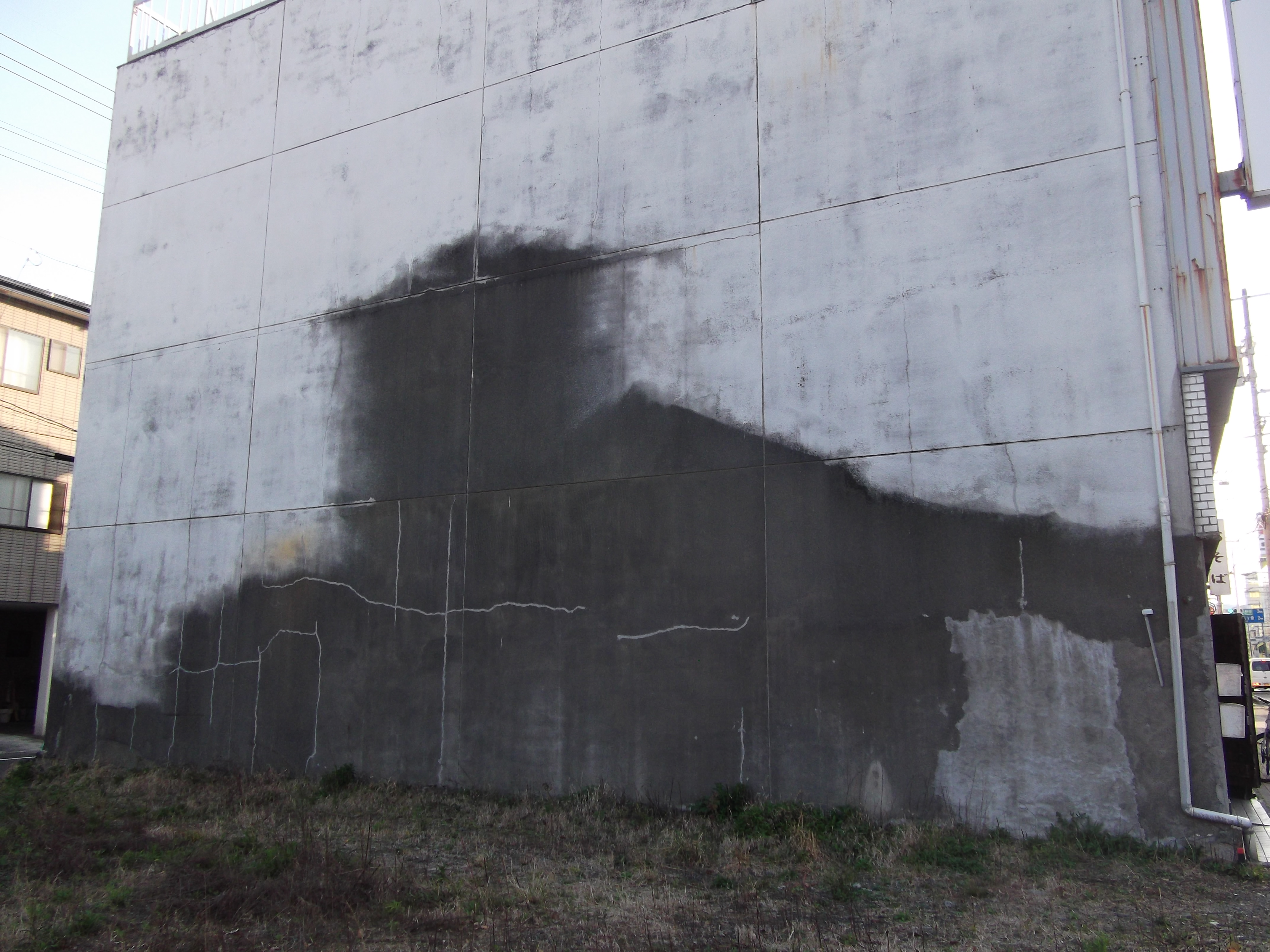
かなり輪郭がぼやけてはいるものの、原爆型トマソンの例。（静岡市南幹線沿い）

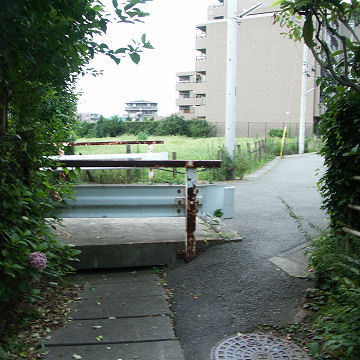
暗渠化された用水路の上に残る橋桁と欄干。無用橋トマソンの例。（二ヶ領用水跡）

ちくま文庫『トマソン大図鑑』による分類。
無用階段
純粋階段ともいわれる。上って下りるだけの階段。もともとは階段の先に扉などがあったものが多い。設計変更などの原因で、新設当時から無用階段になってしまっていたものも存在する。
無用門
塞がれてしまってもいまだ門としての威厳を保っている門。また、塀や壁などが無く、本来なら門を必要としないはずの開放された場所に設置されている門も「無用門」（『トマソン大図鑑』では松田が「逆無用門」という呼称も用いている）に分類される。
無用庇
下にあった窓や扉が無くなってしまったにもかかわらず、雨を防いでいる庇のこと。
無用窓
塞がれた窓。塞ぎ方に念が入っているものが美しい。
ヌリカベ
無用門や無用窓と重なる。塞いだ窓や門の跡。コンクリートで塗り込めても完全には隠しきれていない領域。周囲との微妙な差異を楽しむ。
原爆タイプ
平面状のトマソン。建物などの痕跡が、壁にシルエット状に残っている物件。密集して立てられていた建物群の一部が取り壊された場合などに出現する。水により発生した場合は「水爆」、看板などがはずされたときにできたものは、「中性子爆弾」と言う。なお、トマソン観測センターのFacebookでは、報告者に「原爆タイプ」の名称を避け「影タイプ」等の名称に言い替えるよう推奨している。
高所
物体そのものは正常だが、普段ある場所よりも高いところに存在しているために違和感をもたらす構造物。二階にある取っ手付のドアなど。階段が取り壊された場合に出現することが多いが、内側にクレーンなどが格納されている実用的な扉であり、汎用の扉部品を使ったためにそうなったというものもある。
でべそ
塗り込めた壁からわずかに飛び出た、ドアノブや蛇口などの小さい突起物。
ウヤマ
看板や標識の文字が一部消えているもの。最初の物件が「（文字欠落）はウヤマ／卯山（文字欠落）店」というものだったのでこの名前が付いた。
カステラ
壁面から飛び出した直方体状の部分。出窓の塗りつぶしなどで発生する。また、逆に引っ込んでいる部分は「逆カステラ」と呼ばれる。
アタゴ
道路脇にある意味不明の突起物。車の駐車禁止のため役に立っている可能性もある。トマソン探索初期、赤瀬川らが新橋から愛宕山に向かう途中でこれの第一号を発見したため、アタゴという名前が付けられた。
生き埋め
路上の物件の一部がコンクリートなどで埋められているもの。
地層
地面に断層が形成されたもの。同一箇所を複数回工事したときなどに見られる。
境界
ガードレール、柵、塀など、境界を表示する物件で、意味が即座に理解しがたいもの。
ねじれ
通常、まっすぐ直角に作られている建築物のなかにおいて、微妙なねじれを有する物件。垂直並行規格で出回っている商品を、斜めに使用した際に発生する。
阿部定
途中で切られた電信柱の跡。阿部定事件から命名。平面状の原爆タイプ。広義では地層物件に含まれる。
もの喰う木
木が、柵やワイヤーなどを飲み込みながら成長しているもの。ただし、これ自体は植物の成長に伴う「巻き込み」などと呼ばれる現象であり、さほど希少な現象ではない上に、障害物の設置以外の要素には人間はからんでおらず、単なる自然現象である。『超芸術トマソン』に於いては「植物は強しタイプ」という呼称も見られる。
無用橋
埋め立てられた川に架かる橋など、無用となっている橋。ただし、暗渠化されているケースでは、地下に空洞があるため、自動車などの重量物を通す道は橋梁構造にしておく必要がある。そのため、本格的に無用であるとは言い切れず、「外見的に無駄に見える」というだけの理由による。
純粋タイプ
分類不能で、実用的意味が考えられないもの。開けると壁面の「純粋シャッター」、山の無い場所にトンネルだけが存在している「純粋トンネル」など。四谷階段もこちらに分類される。
蒸発
看板の褪色や、記念碑の一部損壊などで、もともとの意味がわかりにくくなっているもの。物質の材質的寿命によることが多い。特に看板では目立つ色として使われる赤系統のペイントは褪色しやすく、一番のキャッチコピーや商品名が時間経過とともに読めなくなるといった現象が現れやすい。

### 対義語的項目
- バウハウス建築
- ブレジネフ建築（「ホテル・ロシア」など）
- 住宅団地